# 山田英生 (ライター)
山田 英生（やまだ ひでお、1968年12月8日- ）はフリーライター、フリー編集者。

## 経歴
内外タイムス、アサヒ芸能記者などを経て、書籍、コミックの企画編集、雑誌記事の取材執筆に携わる。

## 著書
- 「「暴力団壊滅」論 ヤクザ排除社会の行方」猪野健治・宮崎学 編、筑摩書房 2010 - 第6章 やくざコミック規制

### 編書
- 原水爆漫画コレクション　平凡社 2015 - 全4巻
- ビブリオ漫画文庫  ちくま文庫 2017
- 貧乏まんが ちくま文庫 2018
- 老境まんが ちくま文庫 2019
- 温泉まんが ちくま文庫 2019
- 現代マンガ選集 悪の愉しみ 白土三平ほか全18名、ちくま文庫 2010
- 書痴まんが ちくま文庫 2022
- 耽美とヒロイン : マンガ化!世界文学 萩尾望都ほか全8名、図書の家 共編、立東舎 2022
- 旅人まんが 鉄道篇 ちくま文庫 2022
- つげ義春賛江 : 偏愛エッセイ・評論集 双葉社 2023
- 孤独まんが ちくま文庫 2023